# F2C

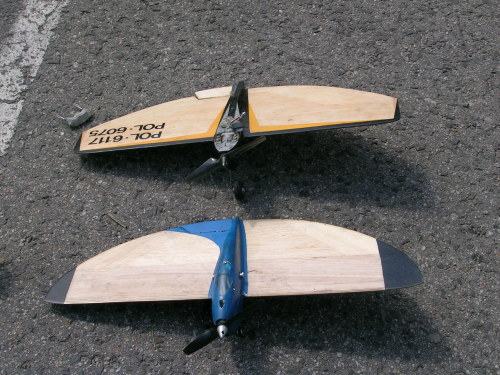
Modele F2C. Na zdjęciu widoczne 2 modele klasy F2C przygotowane do wyścigu. Na skrzydle widoczne numery licencji sportowych Aeroklubu Polskiego Aeroklub Polski.

F2C – modelarstwo wyścigowe na uwięzi.
Wyścigi modeli na uwięzi, wykonanych z bardzo lekkich, ale wytrzymałych tworzyw, takich jak balsa, kompozyty węglowe, kevlarowe, duraluminium. Samoloty napędzane są silnikami spalinowymi o pojemności skokowej nie przekraczającej 2,5 cm³.

## Zasady wyścigów
Jednorazowo odbywa się wyścig minimum 2, maksimum 3 zespołów w jednym okręgu. Zespół (tzw. „team”) składa się z 2 osób: pilota i mechanika. Na okręgu wyznaczonych jest 6 sektorów dla mechaników, porównywalne z „pit-stopami” z Formule 1.
Wyścig trwa, aż każdy zespół przeleci 100 okrążeń, chyba że przekroczy czas 10 minut (w finale 200 okrążeń na 15 minut).
Model musi wykonać przynajmniej jedno międzylądowanie w celu uzupełnienia paliwa, w praktyce wykonuje się dwa, ponieważ objętość układu paliwowego wystarcza na maks. 40 okrążeń.
Aby konkurencja była sprawiedliwa w tej klasie obowiązują bardzo szczegółowe przepisy dotyczące zachowania pilotów, mechaników, wykonania modeli czy długości samych linek (15,92 m).
Sam wyścig wygląda bardzo dynamicznie: modele samolotów potrafią przekroczyć prędkość 200–220 km/h, a silniki bez tłumików wyjące cały czas z około 25 000 obrotami na minutę tylko dodają lotom atrakcyjności.
Konkurencja ta wymaga od modelarzy wielu talentów, począwszy od cierpliwości i dokładności w budowie modeli, na sprawności fizycznej kończąc. Można powiedzieć, że jest to modelarski odpowiednik Formuły 1, z tym że, po odpowiednich zmianach łagodzących regulamin, może być uprawiana również przez mniej zaawansowanych modelarzy dając równie dużo satysfakcji.